# 小林義雄
小林 義雄（こばやし よしお、1854年6月9日（嘉永7年5月14日） - 1911年（明治44年）8月11日）は、明治期の官僚。

## 経歴
丹後国宮津藩士として生まれる。父は忠庵という。蘭学、英学を学び、1867年（慶応3年）、神戸で英語を学び、1869年（明治2年）上京し、慶應義塾に入る。横浜で蒸気機関を学び北アメリカに渡り、室内装飾術を研究する。1878年（明治11年）大蔵省商務局へ出仕しメルボルン万国博覧会等に随行する。北白川宮邸、有栖川宮邸の宮殿が造られるにいたって宮内省に出仕する。室内装飾や家具、設計等を担当した。